# Vladimír Menšík
Vladimír Menšík (Ivančice, 9 octobre 1929 – Brno, 29 mai 1988) est un acteur et présentateur de nouvelles tchécoslovaque, artiste du Peuple.

## Biographie
Né en Moravie, après des études à l'Académie Janáček des arts musicaux, Vladimír Menšík intègre le théâtre. Il poursuit une grande carrière au théâtre, où il joue des pièces d'Emil František Burian, ou avec le metteur en scène Alfréd Radok. Il tourne ensuite dans de nombreux films au cinéma. Il est aussi un présentateur de télévision populaire, animant notamment les émissions du jour de l'an.

## Filmographie
- 1960 : Přežil jsem svou smrt (J'ai survécu à ma mort) de Vojtěch Jasný
- 1963 : Un jour un chat de Vojtěch Jasný
- 1965 : Les Amours d'une blonde de Miloš Forman
- 1967 : Marketa Lazarová de František Vláčil
- 1968 : Chronique morave de Vojtěch Jasný
- 1969 : L'Incinérateur de cadavres de Juraj Herz
- 1969 : Světáci : Novák
- 1972 : La Fille sur le balai (Dívka na kosteti) de Václav Vorlíček : Le concierge
- 1973 : Trois Noisettes pour Cendrillon de Václav Vorlíček
- 1976 : Parta hic
- 1977 : Žena za pultem, série télévisée : le directeur du magasin Václav Karas
- 1979 : Arabela (TV) de Václav Vorlíček
- 1983 : Expédition Adam 1984 (TV) de Jindřich Polák et Ota Hofman